# Berglind Rós Ágústsdóttir
Berglind Rós Ágústsdóttir (* 28. Juli 1995) ist eine isländische Fußballnationalspielerin, die seit 2023 wieder in der Pepsideild kvenna für Valur Reykjavík spielt.

## Karriere

### Verein
Berglind Rós spielte am 8. Mai 2012 erstmals im Super-Cup für Valur Reykjavík, wobei sie gleich über 90 Minuten mitspielte, mit ihrer Mannschaft aber mit 1:3 gegen UMF Stjarnan verlor. Fünf Tage später kam sie zu ihrem ersten von 14 Ligaeinsätzen, in denen sie immer die volle Spielzeit auf dem Platz stand. In der Saison 2013 kam sie nicht zum Einsatz und nachdem sie im ersten Spiel der Saison 2014 nur auf der Bank gesessen hatte, wurde sie an UMF Afturelding ausgeliehen. Nach fünf Einsätzen kehrte sie wieder zurück, kam allerdings noch nicht wieder zum Einsatz. 2015 erreichte sie dann die maximal mögliche Anzahl von 18 Einsätzen, 2016 blieb sie dann wieder ohne Einsatz und wechselte zur Saison 2017 zum Lokalrivalen Fylkir Reykjavík, wo sie sofort Stammspielerin wurde, aber mit ihrer Mannschaft als Vorletzter in die zweite Liga abstieg. Sie blieb bei Fylkir und half mit als Zweitligameister wieder erstklassig zu werden. 2019 und 2020 wurde sie in allen ausgetragenen Ligaspielen eingesetzt und half dem Verein sich im Tabellenmittelfeld zu etablieren.
Zur Saison 2021 wechselte sie nach Schweden in die Damallsvenskan um für KIF Örebro zu spielen. Sie kam in allen 22 Saisonspielen zum Einsatz, wobei sie nur viermal ausgewechselt wurde, und belegte mit KIF am Ende den achten Platz. 2022 wurde sie in allen 26 Ligaspielen eingesetzt, verschlechterte sich mit ihrer Mannschaft aber um einen Platz.
Im Januar 2023 wechselte sie nach Spanien zu Sporting Huelva. Nach 13 Einsätzen kehrte sie im Juli wieder zu ihrem Stammverein zurück.

### Nationalmannschaft
Berglind Rós durchlief ab 2011 die isländischen Juniorinnenmannschaften. Nach vier Spielen für die U-16, nahm sie mit der U-17 im Oktober 2011 an der ersten Qualifikationsrunde zur U-17-Fußball-Europameisterschaft der Frauen 2012 teil. Beim Turnier in Österreich konnten sie gegen die Gastgeberinnen und Kasachstan gewinnen sowie gegen Schottland ein Remis holen, wozu sie ihr einziges U-17-Tor besteuerte. Als Gruppensiegerinnen nahmen sie an der zweiten Runde im April 2012 qualifiziert. Bei dieser konnten sie in Belgien zwar die Gastgeberinnen und England besiegen, durch eine Niederlage gegen die Schweiz verpassten sie aber die Endrunde. Sechs Monate später nahm sie mit der U-19-Mannschaft an der ersten Qualifikationsrunde der U-19-EM 2013 teil, wo sie ihre beiden einzigen Einsätze für die U-19 hatte.
Beim Pinatar Cup im März 2020 debütierte sie im Spiel gegen Schottland in der  isländischen Nationalmannschaft. Sie wurde in der 88. Minute eingewechselt und verlor mit der Mannschaft mit 0:1. In den ersten vier Spielen der Qualifikation für die WM 2023 hatte sie einen Kurzeinsatz. Die Isländerinnen verpassten letztlich die WM-Endrunde.
Da erstmals das Abschneiden bei der WM für die europäischen Teams nicht entscheidend für die Qualifikation zu den Olympischen Spielen 2024 war, hatten die Isländerinnen noch die Chance sich über die UEFA Women’s Nations League 2023/24 für die Spiele in Paris zu qualifizieren. Die Isländerinnen konnten aber nur die beiden Spiele gegen Wales und das letzte Spiel gegen Dänemark gewinnen, verloren aber beide Spiele gegen Deutschland und das Heimspiel gegen Dänemark. Damit verpassten sie als Gruppendritte nicht nur das Final Four Turnier, bei dem um zwei Olympiatickets gespielt wurde, sondern mussten auch in die Relegation. Hier setzten sie sich aber mit 1:1 und 2:1 gegen Serbien durch, so dass sie in Liga A bleiben. Berglind Rós kam in drei Gruppenspielen zum Einsatz.
In der für die Isländerinnen erfolgreich verlaufenen Qualifikation für die EM 2025 hatte sie drei Kurzeinsätze.
Am 13. Juni 2025 wurde sie für die EM-Endrunde 2025 nominiert. Sie hatte bei den drei Niederlagen ihrer Mannschaft nur einen Kurzeinsatz im letzten Gruppenspiel, nach denen die Isländerinnen ausschieden.

## Erfolge
- Isländische Zweitligameisterin 2018 (mit Fylkir Reykjavík)
- Isländische Meisterin 2023 (mit Valur Reykjavík)
- Isländische Pokalsiegerin 2011, 2024 (mit Valur Reykjavík)
- Isländische Superpokalsiegerin 2025 (mit Valur Reykjavík)